# Schlacht am Frenchman’s Creek
Kriegsschauplatz St. Lawrence/Lake Champlain 

1. Sacket’s Harbor – 1. Lacolle Mills – Ontariosee – Ogdensburg – New York – 2. Sacket’s Harbor – Châteauguay – Chrysler’s Farm – 2. Lacolle Mills – Fort Oswego – Big Sandy Creek – Plattsburgh
Niagara-Kriegsschauplatz

Queenston Heights – Frenchman’s Creek – George – Stoney Creek – Beaver Dams – Black Rock – Fort Niagara – Buffalo – 1. Fort Erie – Chippewa – Lundy’s Lane – 2. Fort Erie – Cook’s Mill
Detroit-Kriegsschauplatz

Tippecanoe – Fort Mackinac – Dearborn – Detroit – Fort Harrison – Fort Wayne – Wild Cat Creek – Mississinewa – Frenchtown – Fort Meigs – Fort Stephenson – Eriesee – Thames River – Longwoods – Prarie du Chien – Rock Island Rapids – Mackinac Island – Malcom’s Mills
Chesapeake-Kriegsschauplatz

Craney Island – St. Michaels – Chesapeake – Bladensburg – Washington – Caulk’s Field – North Point – Baltimore
Südlicher Kriegsschauplatz

Creek – 1. Fort Bowyer – Fayal – Pensacola – Borgnesee – New Orleans – Fort St. Philip – Fort Peter – 2. Fort Bowyer
Die Schlacht am Frenchman’s Creek vom 28. November 1812 zwischen Briten und Amerikanern fand während des Britisch-Amerikanischen Kriegs am Niagara River an der Grenze zwischen Kanada und den USA statt und endete mit einem britischen Sieg.

## Verlauf
Nach der amerikanischen Niederlage in der Schlacht von Queenston Heights trat der verantwortliche Kommandeur der Army of the Center, Stephen van Rensselaer zurück. Sein Nachfolger Alexander Smyth kündigte am 9. November 1812 eine Invasion in Kanada innerhalb von 15 Tagen an. Aufgrund mangelhafter Geheimhaltung erfuhren auch die Briten von diesem Vorhaben und eröffneten am 17. November von der anderen Seite des Niagara River her ein heftiges Bombardement auf Smyth’s Hauptquartier in Black Rock (Buffalo), das einen Teil der dortigen Kasernen zerstörte und ein Munitionsdepot zur Explosion brachte.
Trotzdem zog Smyth bis zum 27. November 4.500 Mann für die geplante Invasion in Black Rock zusammen. Am frühen Morgen des 28. November überquerten von dort aus zwei Vorauskommandos unter den Obersten William Winder und Charles Boerstler den Fluss in Booten. Winders Soldaten sollten eine gegenüber Black Rock auf der anderen Seite des Niagara River gelegene britische Geschützbatterie nehmen, und Boerstlers Soldaten sollten eine Brücke über den in den Niagara River mündenden Frenchman’s Creek zerstören und so den Anmarsch britischer Verstärkungen aus Fort George und Chippewa verhindern. Danach sollte Smyths Hauptarmee übersetzen und einen Brückenkopf bilden. Als die US-Truppen auf der anderen Seite des Flusses landeten, waren die Briten gewarnt und eröffneten das Feuer. Es kam zu einem chaotischen Nachtgefecht, in dessen Verlauf Winders Truppen die britische Geschützstellung nehmen und die Kanonen vernageln konnten. Boerstlers Soldaten erreichten zwar die Brücke über den Frenchman’s Creek, mussten dann aber feststellen, dass sie ihre Äxte und Werkzeuge in den Booten vergessen hatten und nichts tun konnten. Die Briten formierten sich neu, zerstörten einen Teil der Boote mit Artilleriefeuer und nahmen bei einem Gegenangriff einen Teil der Amerikaner gefangen, während sich der Rest über den Fluss rettete. Beide Seiten hatten nach diesem Gefecht etwa 100 Tote, Verwundete und Gefangene zu beklagen.
Obwohl das Gefecht wie viele dieses Krieges gemessen an der Anzahl der beteiligten Truppen und der Verluste unbedeutend war, hatte es doch schwerwiegende Folgen, da eine Invasion in Kanada damit erneut gescheitert war. Smyth stellte nach diesem Rückschlag seine Offensivbemühungen ein. Ein daraus resultierender Streit mit dem ihm unterstellten Brigadegeneral Peter B. Porter, der ihn öffentlich einen Feigling nannte, führte sogar zu einem Duell zwischen beiden Generälen, das jedoch beide unverletzt überstanden. Smyth bat daraufhin um Erlaubnis, sich zu seiner Familie zurückzuziehen, und wurde drei Monate später aus der Armee entlassen.

## Nationale Würdigung
Am 21. Mai 1921 wurde der Ort des Gefechts durch die kanadische Regierung zu einer „nationalen historischen Stätte“ in der Region Niagara erklärt. Die Würdigung erfolgte auf Vorschlag des Historic Sites and Monuments Board of Canada, da das Gefecht die amerikanischen Hoffnungen auf einen Sieg an der Niagaragrenze im Jahr 1812 beendete.